# Großer Wehlturm

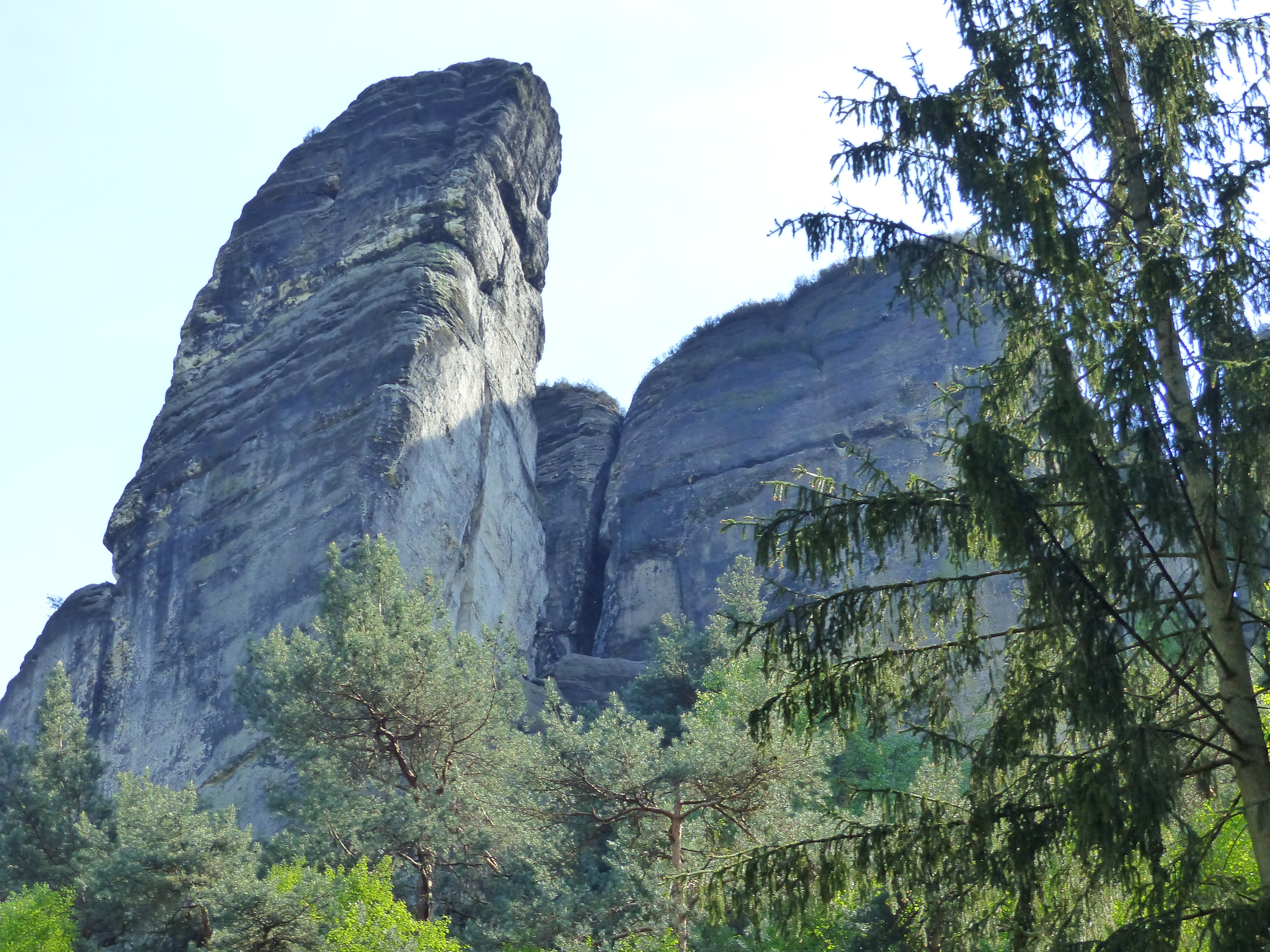
Blick auf das Basteimassiv (vorn: Großer Wehlturm)

Der Große Wehlturm (295 m ü. NHN) ist ein Klettergipfel in der Sächsischen Schweiz. Er steht oberhalb des Wehlgrundes bei Rathen und ist zugleich natürliche Kulisse und Wahrzeichen der Felsenbühne Rathen. Durch die markante, 72 Meter hohe Nordwand führt mit der von Bernd Arnold erstbegangenen Wand im Morgenlicht („Superlative“) eine der eindrucksvollsten Kletterrouten des Elbsandsteingebirges. In der Sächsischen Schwierigkeitsskala wird der Weg mit IXc eingestuft. Erstbesteiger über den heute mit IV eingestuften Alten Weg war Rudolf Fehrmann am 2. August 1905. Bei Spielbetrieb der Felsenbühne besteht Kletterverbot.